# Campionati asiatici di ginnastica aerobica 2015
I Campionati asiatici di ginnastica aerobica 2015 sono stati la 5ª edizione della competizione organizzata dalla Asian Gymnastic Union.
Si sono svolti a Ho Chi Minh, in Corea del Sud, dall'11 al 13 dicembre 2015.

## Medagliere
| Pos.   | Nazione       | Oro | Argento | Bronzo | Totale |
| ------ | ------------- | --- | ------- | ------ | ------ |
| 1      | Corea del Sud | 3   | 2       | 2      | 7      |
| 2      | Cina          | 3   | 2       | 1      | 6      |
| 3      | Mongolia      | 1   | 1       | 0      | 2      |
| 4      | Giappone      | 0   | 2       | 1      | 3      |
| 5      | Vietnam       | 0   | 0       | 2      | 2      |
| 6      | Thailandia    | 0   | 0       | 1      | 1      |
| Totale | Totale        | 7   | 7       | 7      | 21     |

## Podi
| Evento                | Oro           | Argento       | Bronzo            |
| Individuale maschile  | Han-Jin Kim   | Mizuki Saito  | Chanawit Thongdee |
| Individuale femminile | Yu Yangyang   | Mana Kodama   | Chao Ma           |
| Coppia mista          | Cina          | Cina          | Corea del Sud     |
| Trio                  | Corea del Sud | Cina          | Giappone          |
| Gruppo                | Cina          | Corea del Sud | Corea del Sud     |
| Dance                 | Corea del Sud | Mongolia      | Vietnam           |
| Step                  | Mongolia      | Corea del Sud | Vietnam           |